# تبوله
تبّوله سالاد لبنانی است که به‌طور سنتی از بلغور، گوجه، خیار و جعفری ریز شده که اغلب با سیر و پیاز با روغن زیتون، آبلیمو و نمک همراه است، تشکیل شده.